# Wolfgang Böhm (Architekt)
Wolfgang Albert Oskar Böhm (* 1949 in Konstanz) ist ein deutscher Architekt, Städteplaner und Hochschullehrer.

## Leben und beruflicher Werdegang
Wolfgang Böhm besuchte von 1959 bis 1968 das von Jesuiten geleitete Kolleg St. Blasien im Schwarzwald. Von 1968 bis 1975 studierte er Architektur an der Technischen Universität Stuttgart mit dem Abschluss als Diplom-Ingenieur. Von 1975 bis 1982 arbeitete er bei Frei Otto und Rolf Gutbrod in Berlin sowie bei Wolfgang Lauber in Stuttgart. Es folgte von 1982 bis 1984 ein Städtebaustudium an der Graduate School of Desig der Harvard University in Cambridge/USA mit dem Abschluss Master of Architecture in Urban Design. Danach arbeitete Böhm bis 1985 als Instructor/Dozent an der Graduate School of Design und im Architekturbüro Sasaki Associates in Boston.
1985 wechselte er als Wissenschaftlicher Mitarbeiter bei Herbert E. Kramel und  Mario Campi an die Eidgenössische Technische Hochschule Zürich (ETH). Im Jahre 1989 erfolgte dort die Promotion auf dem Gebiet der Geschichte und Theorie der Architektur. Von 1986 bis 1989 war Böhm Stipendiat der Friedrich-Naumann-Stiftung, Potsdam. Während der Tätigkeit an der ETH gründete er das B+P - Büro für Architektur-Städtebau-Landschaftsarchitektur, bis 1992 in Zürich/Schweiz, danach ab 1992 Frankfurt am Main.
1992 folgte Böhm einem Ruf als Ordentlicher Universitätsprofessor an den Fachbereich Architektur der Technischen Universität Kaiserslautern für das Fachgebiet Gebäudelehre und Entwerfen.
In den Jahren 2005 bis 2016 nahm Böhm Gastprofessuren an der Central Academy of Fine Arts CAFA in Peking, Volksrepublik China, an der Yonsei-Universität in Seoul, Südkorea und an der Niigata-Universität in Japan wahr. 2014 erfolgte seine Emeritierung an der TU Kaiserslautern.
Im Jahr 2005 gründete er zusammen mit Peter Rhein, Petra Roth und Sylvia von Metzler die Stiftung Urban Future Forum e.V. - Für die Zukunft der europäischen Stadt in Frankfurt am Main. Von 2012 bis 2022 war er ihr Vorstandssprecher, seither ist er Mitglied des Vorstandsgremiums.
Wolfgang Böhm hat aus erster Ehe zwei Söhne, Johannes und Matthias; er lebt in zweiter Ehe mit Ye Chen in Frankfurt am Main.

## Mitgliedschaften
- Vertrauensdozent der Friedrich-Naumann-Stiftung der Freiheit, Potsdam seit 1996
- Harvard Alumni Council Member an der Harvard University, Graduate School of Design, Cambridge, USA von 1998–2006
- Fachgutachter des Deutschen Akademischen Austauschdienstes (DAAD) in Bonn 1997–2008
- Mitglied der Architekten- und Stadtplanerkammer Hessen
- Gründungsmitglied und Vorstandssprecher der Stiftung Urban Future Forum e.V. in Frankfurt am Main

## Publikationen
- Gebäude-Analysen I. Dokumentation. Technische Universität Kaiserslautern, 1993
- Gebäude-Analysen II. Dokumentation. Technische Universität Kaiserslautern, 1993
- - mit Campi, Mario: Das Urbane Projekt. Ein Modell. Zürich, Schweiz: ETH, 1993
- Wien - der Weg in die Moderne. Vom Barock über den Historismus zur zeitgenössischen Architektur. Kaiserslautern: Technische Universität Kaiserslautern, 1994
- Das Bauwerk und die Stadt / The Building and the Town: Aufsätze für Eduard F. Sekler /Essays for Eduard F. Sekler. Wien/Weimar: Böhlau Verlag, 1994, ISBN 978-3-205-98093-3
- Die Stadtentwürfe. In: Kristin Feireiss (Hrsg.): Mario Campi, Franco Pessina. Bauten und Projekte 1962–1994. Berlin: Ernst & Sohn, 1994. ISBN 3-433-02436-7; ISBN 978-3-433-02436-2
- Gebäude-Analysen. Dokumentation. Technische Universität Kaiserslautern, 1995
- Entwürfe 1993–1995. Architektur und Städtebau. Technische Universität Kaiserslautern, 1996
- Wohnungsbau. Materialien. Technische Universität Kaiserslautern, 1996
- Ideas and Architecture in the Far East. Technische Universität Kaiserslautern, 1996
- Programmatisches. Standpunkte zu Architektur und Lehre. Technische Universität Kaiserslautern, 1998
- Architektur Analysen. Technische Universität Kaiserslautern, 1998
- Groẞer-Entwurf. Hybrid Gebäude. Materialien. Technische Universität Kaiserslautern, 1998
- Groẞer-Entwurf. Hope House. Nachhaltige Wohnbauten für die Tarforster Höhe, Kaiserslautern: Technische Universität Kaiserslautern, 1998
- Ökologische Wohnbauten. Eine kritische Projektuntersuchung. Technische Universität Kaiserslautern, 1999
- Vorwort. In: Möllfors, Karin (Hrsg.): Mario Campi. Architekturen und Entwürfe / Architectures and Architectural Designs: Architect 1985–2000, Basel: Birkhäuser Verlag, 2002, ISBN 978-3-7643-6443-4
- Hanoi. Affordable Urban Housing. Technische Universität Kaiserslautern, 2009